# Via Latina

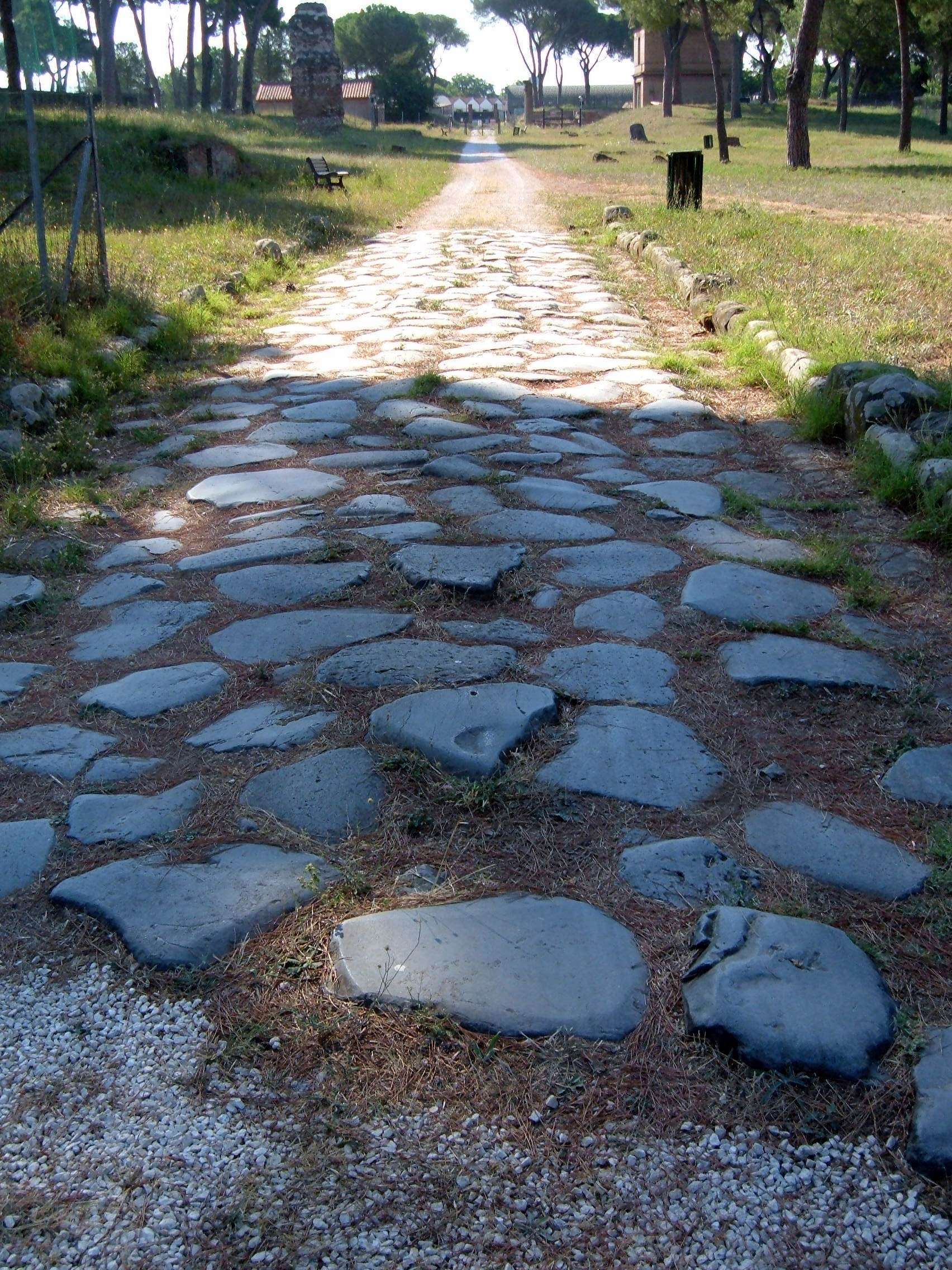
Odcinek Via Latina z II wieku p.n.e.

Via Latina – starożytna droga rzymska o długości około 216 km, prowadząca przez góry z Rzymu do Kapui. 
Najprawdopodobniej jej zaczątkiem była droga procesyjna do świątyni Jupitera Latyńskiego (głównego boga Związku Latyńskiego) na Monte Cavo w górach Albańskich – stąd też pochodzi jej nazwa. Świadectwem archaicznego rodowodu trasy jest jej nietypowa nazwa, niepochodząca od nazwiska właściciela ani docelowej miejscowości. Po opanowaniu przez Rzymian Lacjum i Kampanii droga procesyjna została w III wieku p.n.e. połączona z dawnym szlakiem łączącym Etrurię z Kampanią, tworząc w ten sposób Via Latina.
Niekiedy uważana za podrzymskie odgałęzienie Via Appia, z którą ponownie łączyła się w Casilinum. Jej odnogą była późniejsza Via Traiana stanowiąca łącznik z wybrzeżem adriatyckim.
Długość tego szlaku od Bramy Kapeńskiej (Porta Capena) w Rzymie aż do Kapui wynosiła 146 mil rzymskich. Przecinając spadziste wulkaniczne stoki Gór Albańskich, trasa jej wiodła przez Compitum Anagninum (Anagni), Terentinum, Frusino, Aquinum, dalej przez Casinum u stóp Monte Cassino i dzisiejszą przełęcz Passo Annunziata Lunga koło miasta Samnitów Venafrum. Schodząc z gór, szła następnie przez Teanum i Casilinum, i przez most na rzece Volturnus docierała do Kapui. Dotychczas zachowała się na odcinku 2 km w Górach Albańskich jako wyłożona kamiennymi płytami droga górska.